# Benoît Hamon
Pour les articles homonymes, voir Hamon.
Benoît Hamon, né le 26 juin 1967 à Saint-Renan (Finistère), est un homme politique français.
Président du Mouvement des Jeunes socialistes de 1993 à 1995, il est député européen entre 2004 et 2009 et porte-parole du Parti socialiste (PS) de 2008 à 2012. Élu député en 2012, il devient membre du gouvernement du 16 mai 2012 au 25 août 2014, en tant que ministre délégué à l'Économie sociale et solidaire et à la Consommation puis ministre de l'Éducation nationale, de l'Enseignement supérieur et de la Recherche.
Portant un programme qu'il revendique résolument orienté à gauche, il remporte la primaire citoyenne de 2017 face à Manuel Valls, devenant ainsi le candidat du PS à l'élection présidentielle. Il arrive en cinquième position avec 6,4 % des voix.
Après avoir perdu son siège de député aux élections législatives de 2017, il quitte le PS pour lancer son propre parti, Génération·s. La liste qu'il conduit pour cette formation aux élections européennes de 2019 recueille 3,27 % des suffrages exprimés et n'obtient aucun siège. Il annonce alors se mettre en retrait de la vie politique, tout en conservant son siège de conseiller régional d'Île-de-France. Le 10 avril 2024, Benoît Hamon, qui s'investit dans le domaine de l'économie sociale et solidaire, est nommé président de l'ESS France.

## Situation personnelle
Benoît Hamon naît le 26 juin 1967 à Saint-Renan, dans le Finistère. Son père, ingénieur, travaille aux arsenaux de la Direction des constructions navales (DCN) de Brest, et sa mère, Margot Kersivien, est secrétaire,.
Il vit ses premières années rue Véronèse à Brest, puis de 1976 à 1980, il emménage avec ses parents à Dakar au Sénégal, où il poursuit sa scolarité du CE2 à la 5e au cours Sainte-Marie de Hann, qu'il revint visiter de nombreuses années plus tard : « C’est un établissement qui a été déterminant. J'y ai grandi dans un contexte où le religieux se mixait à la diversité sociale. Mais, il est difficile de dire exactement l’influence que cela a eu dans mon parcours politique par la suite. Quatre ans à Dakar, c’est à la fois beaucoup, car cela structure votre enfance, et peu dans une existence ». Il repart en Bretagne après le divorce de ses parents.
Inscrit à l'université de Bretagne-Occidentale, il obtient une licence d'histoire après être devenu adhérent de l'UNEF-ID et président du MJS.
Il partage pendant cette période un appartement en colocation avec Olivier Faure, autre jeune rocardien, futur Premier secrétaire du Parti socialiste, d'abord à Maisons-Alfort, puis à Paris.
Il est lié par un PACS avec Gabrielle Guallar, née de parents danois et catalans, major de sa promotion de l'IEP de Paris et diplômée du Collège d'Europe à Bruges, responsable des affaires publiques chez LVMH depuis juillet 2014 après avoir travaillé au Centre National du Cinéma. Ils se rencontrent alors qu'il est député européen et qu'elle travaille pour la Commission européenne, comme spécialiste des réglementations culturelles. Le couple a deux filles. Séparant sa vie familiale de la vie politique, elle ne participe pas aux manifestations publiques de Benoît Hamon, qui avait ainsi refusé fin 2016 de participer à l'émission de Karine Le Marchand Une ambition intime pour protéger sa vie privée,. Selon la HATVP, son patrimoine comprend un appartement dans le Finistère, une quote-part de 46 % dans un appartement possédé en indivis avec sa conjointe dans les Hauts-de-Seine et une Opel Corsa de 2006.

## Situation professionnelle
Après avoir obtenu une licence d'histoire à l'Université de Bretagne-Occidentale en 1991 à l'âge de 24 ans, Benoit Hamon commence sa carrière comme assistant parlementaire du député socialiste de la Gironde Pierre Brana, proche de Michel Rocard. En 1995, il est conseiller pour la jeunesse auprès de Lionel Jospin lors de l'élection présidentielle puis conseiller technique chargé de l'emploi des jeunes auprès de Martine Aubry, ministre de l'Emploi et de la Solidarité entre 1997 et 1998 et conseiller chargé des affaires politiques, toujours auprès de Martine Aubry, ministre de l'Emploi et de la Solidarité de 1998 à 2000.
De 2001 à 2004, il est directeur du planning stratégique de l'institut de sondages Ipsos ; entre 2009 et 2012, il codirige une société d'analyse de l'opinion et il est professeur des universités associé et assure un enseignement concernant les organisations internationales et les processus décisionnels dans l'UE à l'Institut d'études européennes de l'université Paris-VIII.
En septembre 2021, il déclare se retirer de la vie politique nationale pour prendre des responsabilités au sein de Singa, une ONG, tournée « vers l’accueil des réfugiés et des personnes migrantes »,. Il conserve néanmoins son mandat et son indemnité de conseiller régional et de membre de la commission permanente du conseil régional d'Île-de-France.
Le 10 avril 2024, Benoit Hamon est nommé président de l'ESS France,.

## Parcours politique

### Débuts
Il s'engage en politique à 19 ans lors des manifestations estudiantines contre le projet de loi du ministre de l'enseignement Alain Devaquet (hiver 1986-1987). Il milite alors à la section de Brest du PS et au sein du courant rocardien. En 1992, il fait campagne avec son courant en faveur du traité de Maastricht.
Après le revers sans précédent des Socialistes aux élections législatives de 1993, Michel Rocard prend la direction du PS avec le soutien de la Gauche socialiste. Manuel Valls, alors secrétaire national du PS à la communication, confie à Benoît Hamon la gestion des moribondes Jeunesses socialistes. S'appuyant sur les étudiants de Bretagne, Nancy et Lyon, Hamon obtient de Rocard l’autonomie du nouveau MJS, qui dispose alors d'instances de direction propres sans tutelle du PS, avec un fichier d’adhérents distinct,. Le congrès d’Avignon en novembre 1993 l'élit président du Mouvement des jeunes socialistes. La structure se développe quand la démission de Michel Rocard du poste de premier secrétaire du PS après le revers des élections européennes, rend les clubs Forum inutiles.
Dans le même temps, les proches de Hamon dans le syndicalisme étudiant se rapprochent de la tendance de Pouria Amirshahi pour subtiliser fin 1994 aux proches de Jean-Christophe Cambadélis la direction de l'UNEF-ID. Les jeunes rocardiens proches de Benoît Hamon lancent à Créteil en février 1995 le courant : Nouvelle Gauche, animé notamment par Guillaume Balas, dont le texte fondateur « Refonder » met clairement l’accent sur le besoin de renouvellement au PS. Sous la présidence de Benoît Hamon, le MJS serait passé de 500 à 3 000 adhérents. Il développe également le mouvement sur le territoire français. Pour devenir président de cette organisation qui vient d'accéder à l'autonomie, il fait passer l'âge limite de 25 à 29 ans, alors qu'il avait 26 ans. Il développe également la pratique des « carrés de jeunes » dans les meetings.
En 1994, il se déclare « choqué » par les révélations de Pierre Péan concernant l'amitié de René Bousquet et François Mitterrand et le passé vichyste de ce dernier. Régis Juanico lui succède à la tête du MJS lors de son congrès tenu à Orléans. Il devient délégué national du PS chargé des problèmes de jeunesse (1994), puis conseiller pour la jeunesse auprès de Lionel Jospin lors de l'élection présidentielle de 1995. Il se présente aux élections législatives de 1997 dans la deuxième circonscription du Morbihan (Auray). Au second tour, il est battu par le député sortant, le centriste Aimé Kergueris, qui obtient 54,35 % des voix. Il entre ensuite au cabinet de Martine Aubry, ministre de l'Emploi et de la Solidarité, comme conseiller technique chargé de l'emploi des jeunes de 1997 à 1998, puis comme conseiller chargé des affaires politiques entre 1998 et 2000. Ainsi, l'universitaire Timothée Duverger indique que « dans le cœur du réacteur, il contribue, comme conseiller politique, à la mise en œuvre des emplois jeunes et des 35 h ».
Il est conseiller municipal de Brétigny-sur-Orge (Essonne) de 2001 à 2008.

### Parti socialiste et Parlement européen

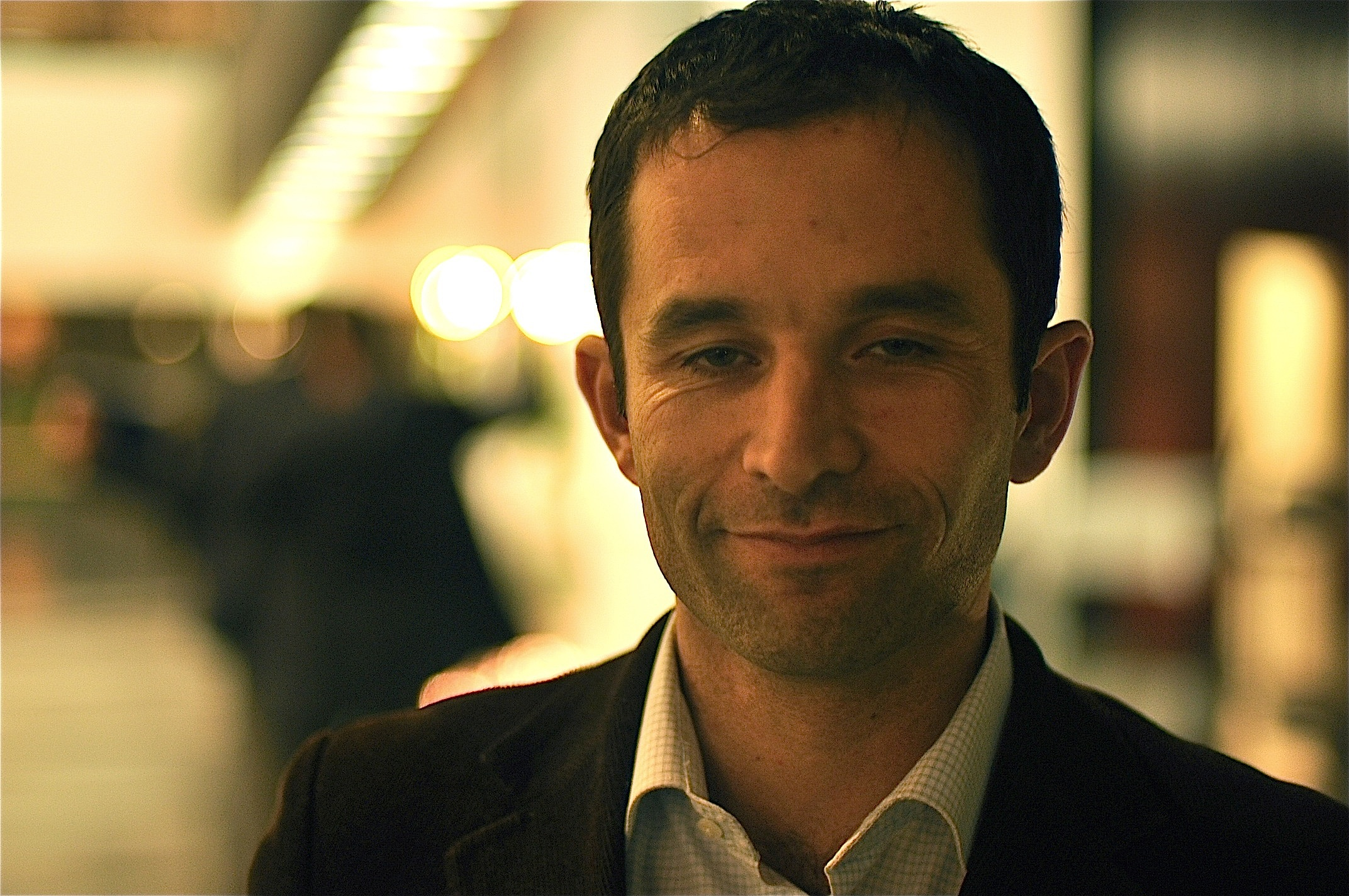
Benoît Hamon au Parlement européen en 2008.

En 2003, Hamon et Nouvelle Gauche cofondent — avec Arnaud Montebourg et Vincent Peillon — le courant Nouveau Parti socialiste (NPS), dont il devient l'un des porte-parole et qui obtient 17 % des voix des militants au congrès de Dijon. En décembre 2004, Nouvelle Gauche devient Alternative socialiste à la faveur d'un rapprochement avec les proches d'Henri Emmanuelli et grâce à ses relais dans les organisations de jeunesse. En 2005, le NPS éclate à l'occasion du congrès du Mans, où Arnaud Montebourg refuse la motion de synthèse. Dès lors, les choix diffèrent aussi lors de la primaire de 2007, pour laquelle Montebourg et Peillon soutiennent Ségolène Royal, alors que Hamon soutient Laurent Fabius.
Il est député européen de 2004 à 2009, représentant de la circonscription Est. Il est membre de la commission des affaires économiques et monétaires, membre suppléant de la commission du marché intérieur et de la protection des consommateurs, vice-président de la délégation pour les relations avec les États-Unis, et membre suppléant de la délégation pour les relations avec Israël. Il retient l'attention par deux rapports parlementaires, sur la révision stratégique du Fonds monétaire international et la révision de la directive sur la fiscalité de l'épargne. Il est partisan du « non » au référendum français sur le traité établissant une constitution pour l'Europe tenu le 29 mai 2005 sur le traité de Rome de 2004. Faisant partie de la branche de NPS ayant accepté la synthèse au Congrès du Mans, il est nommé secrétaire national du Parti socialiste, chargé du projet européen. Le 6 novembre 2007, il démissionne de ce poste après la décision du Bureau national de soutenir le traité modificatif européen lors de la procédure d'adoption parlementaire, considérant que cette décision est en contradiction avec la synthèse du congrès du Mans et la campagne présidentielle de Ségolène Royal qui demandait un nouveau référendum.
Après avoir poussé François Hollande à la primaire socialiste en vue de l'élection présidentielle de 2007, il soutient Laurent Fabius. Il s'abstient de faire la campagne de Ségolène Royal.
En mai et juin 2007, il est le porte-parole du Parti socialiste pour les élections législatives de 2007. En juillet, il fonde avec Noël Mamère l'éphémère cercle de réflexion La Forge. Il se représente en troisième position sur la liste du PS en Île-de-France aux élections européennes du 7 juin 2009 mais n'est pas réélu député européen. Il renoue avec une activité professionnelle en 2009 en travaillant comme consultant au sein d'une petite structure d'analyse de l'opinion, Le Fil. D'octobre 2008 à septembre 2009, il est membre du conseil d'administration de l'université Paris-VIII, en tant que personnalité extérieure.

### Congrès de Reims
En 2008, lors du congrès de Reims du PS, il dépose avec Henri Emmanuelli, le 2 juillet 2008, une contribution intitulée Reconquêtes, au nom du Nouveau Parti socialiste (NPS). Il plaide alors pour en finir avec « cette social-démocratie qui plonge » et pour que le PS regarde vers la « gauche éclatante en Amérique du Sud ». Toute l'aile gauche du PS se réunit sur la motion C intitulée « Un Monde d'Avance : reconstruire l’espoir à gauche », dont le premier signataire est Benoît Hamon à qui Henri Emmanuelli a cédé la première place. Jean-Luc Mélenchon qualifie alors cette union d'« événement historique ».

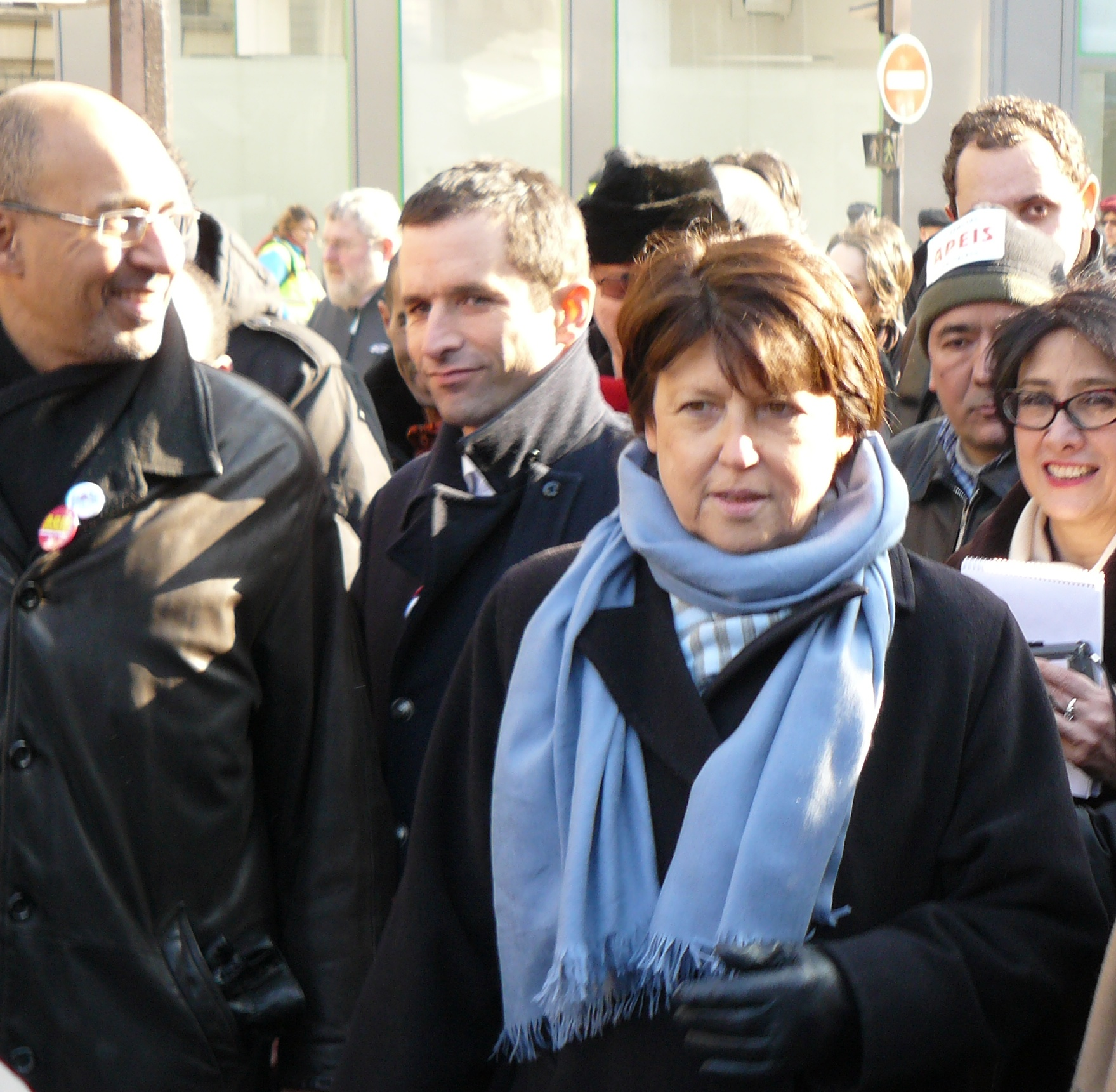
Benoît Hamon en compagnie de Martine Aubry et Harlem Désir lors d’une manifestation, le 29 janvier 2009, à Paris.

Candidat au poste de premier secrétaire sa motion qu'il conduit arrive en quatrième position avec 18,52 % des suffrages exprimés, derrière la motion E soutenue par Ségolène Royal et Vincent Peillon (29,08 %), la motion A conduite par Bertrand Delanoë (25,24 %) et la motion D conduite par Martine Aubry (24,32 %). Satisfait du score de sa motion et alors que les signataires issus des courants Trait d'union et Forces militantes décident en majorité de quitter le PS pour fonder le Parti de gauche, Benoît Hamon précise qu'il ne signera aucune synthèse qui ne refuserait pas explicitement l'alliance du PS avec le centre, et maintient sa candidature au poste de Premier secrétaire.
Benoît Hamon obtient 22,8 % des voix lors du premier tour du vote pour la fonction de premier secrétaire le 20 novembre et arrive en 3e position, derrière Martine Aubry et Ségolène Royal. Il demande aux militants ayant voté pour lui de voter « massivement » pour Aubry, qui l'emporte de justesse au second tour contre Ségolène Royal .
À l'issue du congrès de Reims, la motion Un Monde d'Avance est transformée en courant structuré dans les fédérations du Parti socialiste. Ce courant réunit des militants issus de la Gauche socialiste, du Nouveau Monde et du NPS avec Henri Emmanuelli et Pascal Cherki, qui en est le secrétaire général. Le 6 décembre 2008, il est nommé porte-parole du parti par la nouvelle première secrétaire Martine Aubry, succédant à Julien Dray. Une de ses premières déclarations proposant de rétablir une « forme d'autorisation administrative de licenciement » fait débat dans le monde politique et syndical. Il est élu conseiller régional d'Île-de-France lors des élections régionales de 2010, mandat qu'il assume jusqu'en octobre 2014.
Il publie en 2011 Tourner la page, livre dans lequel il appelle à une profonde révision du modèle de développement libéral, estimant que la social-démocratie a eu sa part de responsabilité dans celui-ci pendant les années 1990. Il met en avant la nécessité d’une relance du processus de construction de l'union politique européenne et rejette les politiques d’austérité de l'Union européenne. L'ouvrage copie textuellement plusieurs auteurs sans les citer.
Lors de la primaire citoyenne de 2011 qui se tient peu après, il ne se porte pas candidat et soutient Martine Aubry, mais celle-ci est battue par François Hollande, alors qu'au premier tour Arnaud Montebourg gagne une audience inattendue (17 %) en profitant de l'absence de candidat de l'aile gauche, avant de se rallier à Hollande. Hamon s'implante alors à Trappes (Yvelines) aidé par un militant du MJS, Ali Rabeh, qui devint son assistant parlementaire, puis un membre de son cabinet ministériel, élu maire-adjoint en 2014, avant d'être élu maire en 2020.

### Fonctions ministérielles

#### Ministre délégué à l'Économie sociale et solidaire
Le 16 mai 2012, il est nommé ministre délégué chargé de l'Économie sociale et solidaire auprès de Pierre Moscovici, ministre de l'Économie, des Finances et du Commerce extérieur, dans le gouvernement de Jean-Marc Ayrault. Il est remplacé par David Assouline, Guillaume Bachelay et Charlotte Brun au poste de porte-parole du Parti socialiste, puis à partir de juillet 2012, par le seul David Assouline.

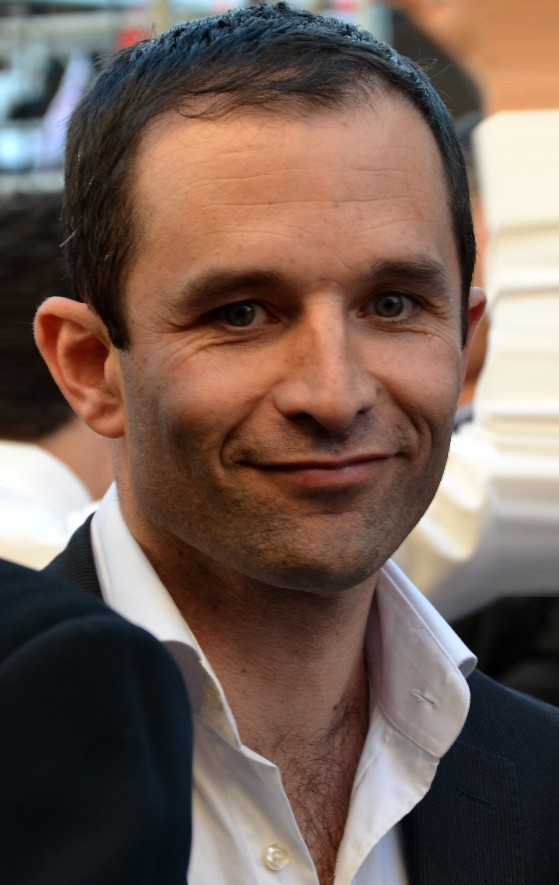
Benoît Hamon en 2012.

Benoît Hamon est candidat dans la onzième circonscription des Yvelines lors des élections législatives de 2012. Il obtient 45,3 % des suffrages exprimés au premier tour, devant le député sortant (UMP), Jean-Michel Fourgous (34,26 %). Au second tour, il l'emporte avec 55,38 % des voix (Fourgous : 44,62 %). En raison de sa nomination au gouvernement, il laisse son siège à son suppléant Jean-Philippe Mallé.
Benoît Hamon prépare et fait adopter la n° 2014-856 du 31 juillet 2014 relative à l'économie sociale et solidaire. Elle définit le périmètre de l’ESS en intégrant pour la première fois l’entrepreneuriat social en plus des autres grandes familles qui composent l’ESS : les coopératives, les mutuelles, les associations et les fondations. La loi propose une série de dispositions destinées à consolider et favoriser le financement et le développement des entreprises de l’économie sociale. Afin de faciliter la reprise en société coopérative et participative, la loi crée la SCOP d’amorçage qui permet aux salariés de reprendre leur entreprise en SCOP en disposant d’une majorité des droits de vote en dépit d’une minorité au capital sur une période transitoire de sept ans. La loi reconnaît les coopératives d’activité et d’emploi, facilite la création des SCIC en augmentant la part pouvant être détenue par les collectivités locales. La loi rend obligatoire la révision coopérative qui vérifie la conformité du fonctionnement des sociétés coopératives avec les principes de gouvernance démocratique qui fondent le mouvement coopératif. La loi, en donnant une définition à la subvention, sécurise le financement des associations et satisfait une demande historique du mouvement associatif,. Complétant la loi du 29 mars 2014, dite « loi Florange » et visant à lutter contre la désindustrialisation en facilitant la reprise de sites rentables, la loi crée un droit pour les salariés des entreprises de moins de 250 personnes à être informés en cas de cession de leur entreprise pour faciliter les reprises de société par ses salariés sous peine de nullité de la vente, mais cette sanction est censurée en juillet 2015 par le Conseil constitutionnel estimant qu'elle porte une « atteinte disproportionnée à la liberté d'entreprendre ». Ce droit est modifié dans un sens plus restrictif par la loi Macron. Elle fait remplacer la sanction de nullité en cas de défaut d'information des salariés par une amende civile plafonnée à 2 % du prix de vente.
À l'été 2013, il défend et fait voter un projet de loi sur la consommation qui vise à mettre en place des outils économiques pour « rééquilibrer les pouvoirs entre consommateurs et professionnels ». À cette occasion, il défend une plus grande concurrence de la vente des produits d'optique, ce que L'Opinion présente comme « un début de conversion au libéralisme ». La mesure phare du texte est la mise en place dans le droit national d'une action de groupe au civil pour les consommateurs mais contient aussi des articles sur le renforcement de la DGCCRF, la lutte contre le surendettement ainsi qu'une traçabilité renforcée des produits agricoles et agroalimentaires,,. La loi comporte une multitude de dispositions sectorielles. Il s'agit de la loi n° 2014-344 du 17 mars 2014 relative à la consommation.
Il figure en mars 2014 sur la liste du maire PS Guy Malandain et est élu conseiller municipal de Trappes et conseiller communautaire de la communauté d'agglomération de Saint-Quentin-en-Yvelines. Il quitte ces mandats en janvier 2016 après avoir été élu conseiller régional.

#### Ministre de l'Éducation nationale
Dès l'automne 2013, il organise avec d'autres ministres, dont Arnaud Montebourg et Manuel Valls, un ensemble d'actions afin d'inciter le président de la République François Hollande à changer de Premier ministre et de politique économique. Relayée dès novembre 2013 au sein du cabinet présidentiel par Aquilino Morelle, la recomposition souhaitée a lieu après le revers électoral des municipales en mars 2014. Manuel Valls est nommé à Matignon et Arnaud Montebourg voit son portefeuille ministériel enrichi de l'Économie,.
Le 2 avril 2014, Benoît Hamon est nommé ministre de l'Éducation nationale, de l'Enseignement supérieur et de la Recherche, dans le gouvernement de Manuel Valls. Durant ses 147 jours rue de Grenelle, il choisit de contourner les oppositions aux projets antérieurs de son prédécesseur Vincent Peillon, en autorisant des aménagements à la réforme des rythmes scolaires et en annonçant, le 28 juin 2014, la non-application généralisée de l'ABCD de l'égalité, en lui substituant un programme de formation continue à l'égalité de la totalité des enseignants du premier degré et l'inscription d'un module égalité dans la formation initiale des enseignants, sans pour autant faire taire les critiques.
Sous la menace d'une grève des enseignants, il choisit de repousser la rentrée des élèves du 1er au 2 septembre. Il négocie le budget triennal de l'éducation nationale, de l'enseignement supérieur et de la recherche sur la période 2014-2017. Le premier budget de l'État reste programmé à la hausse en dépit de la rigueur budgétaire. Il relance le dossier de l'évaluation des élèves, souhaitant limiter le recours à la « note sanction ».
À la suite de ses prises de positions avec Arnaud Montebourg, contraires à la ligne du gouvernement, tous deux ainsi que la ministre de la Culture Aurélie Filippetti sont évincés du gouvernement, le 26 août 2014. Benoît Hamon est ainsi le premier ministre de l'Éducation nationale de la Ve République à ne pas avoir présidé à une rentrée scolaire, hors périodes d'intérim. Justifiant son renvoi du gouvernement, Benoît Hamon plaide pour un ralentissement dans la réduction des déficits et une relance de la demande en contrepoint de la politique de l'offre choisie par l'exécutif.

### Retour à la députation
Après son éviction du gouvernement, Benoît Hamon reprend son siège de député. Il siège pour la première fois à l'Assemblée nationale le 30 septembre 2014 et intègre la commission des Affaires étrangères. Benoît Hamon rejoint alors le groupe des frondeurs. Il est membre du XV parlementaire de rugby.
Benoît Hamon milite pour une forte intervention de l'État dans l'économie, ainsi que pour des réglementations permettant d'encadrer l'économie. Il propose notamment la nationalisation d'établissements bancaires afin de créer un pôle financier public, et au niveau européen, plaide pour des restrictions au libre-échange. En 2010, il se prononce en faveur d'un âge de la retraite à partir de 60 ans sans augmentation de la durée de cotisation.
En 2014, il est à l'initiative de la résolution en faveur de la reconnaissance de l'État de Palestine qui est votée par les députés le 2 décembre par 339 voix contre 151.
Début 2015, il s'oppose avec d'autres députés au projet de loi Macron, poussant le gouvernement à recourir à l'article 49.3 de la Constitution.
Peu après commence son combat pour que le syndrome d'épuisement professionnel — ou « burnout » — puisse être reconnu comme maladie professionnelle. Il dépose plusieurs amendements à la loi sur le dialogue social pour permettre la reconnaissance des maladies psychiques. Puis, en 2016, il dépose, avec 84 députés socialistes une proposition de loi permettant de faciliter la reconnaissance des cas de burnout en France.
Après avoir envisagé de se présenter comme tête de liste régionale en Île-de-France il se désiste au profit de Claude Bartolone. Il est élu conseiller régional sur la liste départementale des Yvelines . Candidat pour prendre la présidence du groupe PS au conseil régional, il est défait par Carlos Da Silva, un proche de Manuel Valls. Benoît Hamon est mis en examen le 7 décembre 2016 pour « injure publique » envers Nicolas Miguet pour un tweet publié pendant cette campagne au cours de laquelle il a qualifié ce soutien de Valérie Pécresse — condamné en 2014 à 600 000 € d’amende par l’Autorité des marchés financiers pour cause de conflits d'intérêts — d'« escroc ».
En décembre 2015, lors de l'examen du projet de réforme constitutionnelle voulue par le président de la République François Hollande, il s'oppose à l'inscription dans la Constitution de la déchéance de nationalité pour les Français binationaux. Il dépose dans le même temps un amendement dans le cadre de la réforme pour ouvrir le droit de vote des étrangers aux élections locales, mais la réforme est abandonnée. Au 1er semestre 2016, opposant à la loi travail, il participe à une motion de censure qui échoue de justesse (56 signataires sur les 58 requis).
Fin 2016, il est réinvesti par le PS dans la 11e circonscription des Yvelines.

### Candidature à l'élection présidentielle de 2017

#### Victoire à la primaire citoyenne

Logo de Benoît Hamon pour la primaire citoyenne 2017.

Le 16 août 2016, il annonce sa candidature à la primaire citoyenne, un choix arrêté avec ses proches dès juillet. Des journalistes interprètent sa candidature comme un placement pour un futur congrès du PS alors que l'éditorialiste du magazine Challenges François Bazin estime que « Benoît Hamon n’a strictement aucune chance d’être désigné ». Il est d'ailleurs donné nettement battu par les sondages publiés en 2016,,, loin derrière Manuel Valls et Arnaud Montebourg et encore, à un degré moindre, début janvier 2017.
Benoît Hamon critique l'absence de volonté de François Hollande pour appliquer ses propres engagements et estime qu'appeler à « voter pour le moins pire » comme le dirait le PS ne peut assurer une victoire du président sortant. Parmi ses propositions figurent la reprise du « processus continu de réduction du temps de travail », la mise en œuvre d'un « revenu universel d'existence » et le développement des « formes alternatives d'entrepreneuriat ».
Fin septembre, il se rend aux États-Unis pour rencontrer le sénateur Bernie Sanders, candidat à la primaire démocrate de 2016, mais aussi des experts et des militants sociaux dans l'optique de renouveler le débat politique en France. Durant ce séjour, il explique ce qui fait partie de son projet, « dont le revenu universel d’existence, dont la légalisation du cannabis, dont la taxe sur les robots, dont la constitutionnalisation des biens communs. » Celui-ci est nourri du travail de chercheurs tels la philosophe Chantal Mouffe, les économistes Thomas Piketty et Aurore Lalucq ou la députée européenne Mady Delvaux-Stehres.

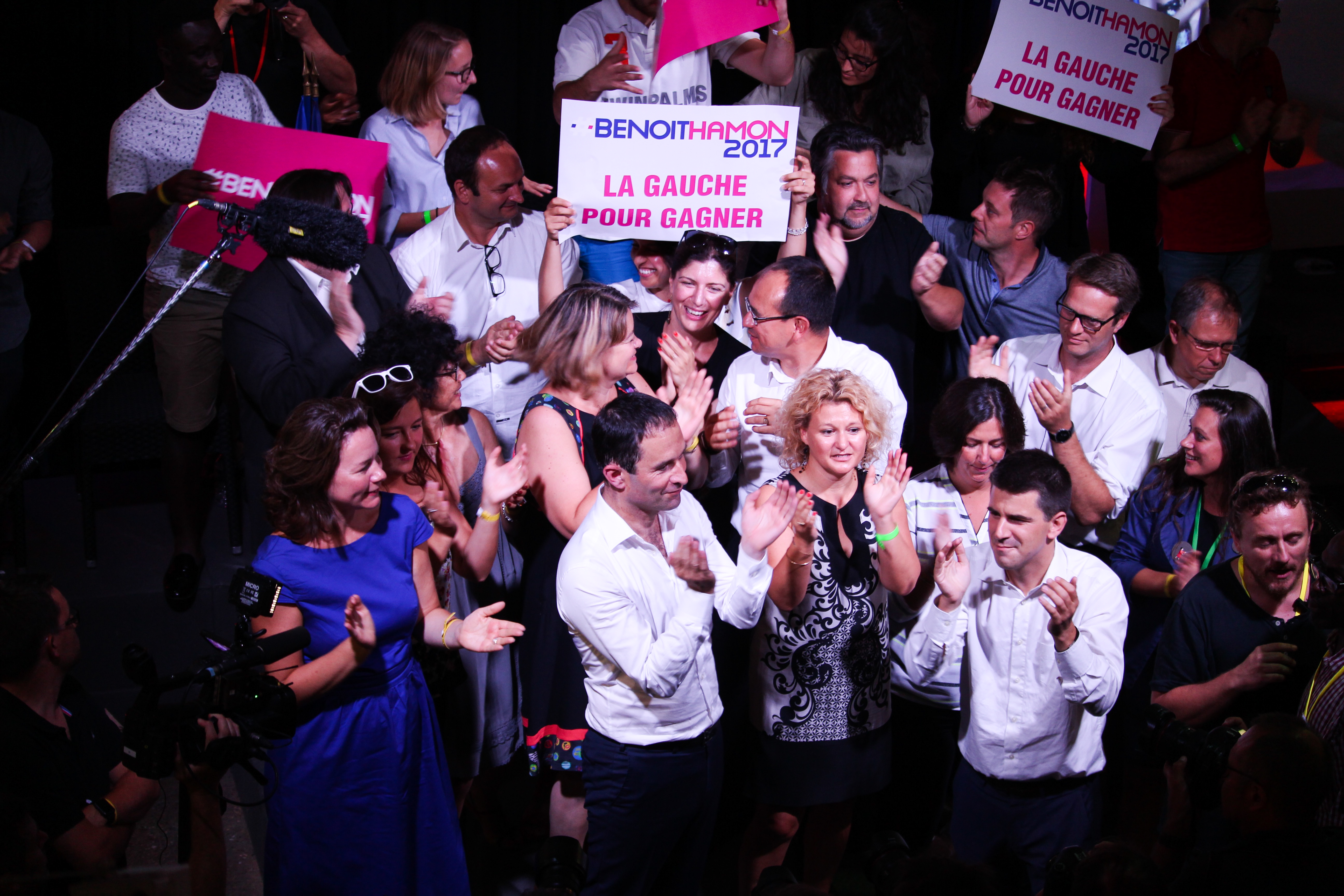
Benoît Hamon en meeting à Saint-Denis, en août 2016.

Se démarquant de la droite et du Premier ministre Manuel Valls durant l'été 2016 à propos de la polémique sur le burkini, il reproche à François Hollande la tiédeur de sa position. Le 31 octobre, Benoît Hamon avait souhaité que François Hollande soit candidat à la présidentielle de 2017.
Profitant des désistements de François Hollande et de Manuel Valls, il est invité en heure de grande écoute de L'Émission politique sur France 2 le 8 décembre 2016. Si l'audience est médiocre, il obtient cependant de très bons scores de satisfaction. Il y reconnaît assumer « des passerelles » avec le programme de Jean-Luc Mélenchon mais s'en différencie sur son rapport à l’Union européenne, disant ne pas croire qu’il faille établir « un rapport de force » avec Bruxelles et les partenaires européens : « Le protectionnisme [doit] s’exercer aux frontières de l’Europe » et non pas à l’intérieur. Étant persuadé que les évolutions technologiques « vont amener les hommes et les femmes à travailler moins », il est favorable à la mise en place progressive d’un revenu universel d’existence estimant ce virage comme allant vers « une nouvelle Sécurité sociale »,. Souhaitant « continuer à investir [dans] l’éducation nationale », il veut étendre la réforme de l’éducation prioritaire aux lycées.
Il veut accélérer la transition écologique en allant vers 50 % d’énergies renouvelables dès 2025, avec la création d'emplois correspondante, ainsi que lutter contre les pesticides et les perturbateurs endocriniens. Opposé au projet d'aéroport de Notre-Dame-des-Landes, il veut en « abroger la déclaration d’utilité publique et l'arrêter immédiatement ». Mettant de plus en plus en avant ses propositions écologiques, il reçoit le soutien de l'ancien ministre de l'Écologie Philippe Martin. Sa ligne est ainsi qualifiée de social-écologiste, ou d'écosocialiste.

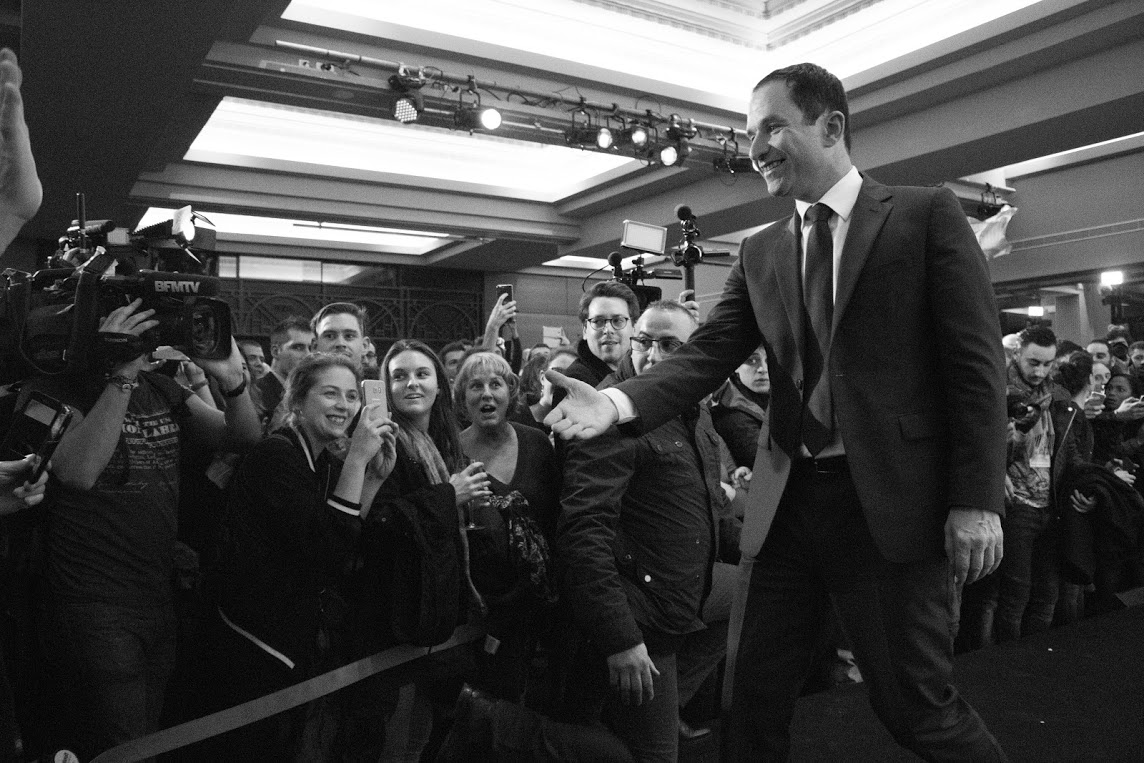
Hamon lors du discours le soir du second tour de la primaire à la Maison de la Mutualité.

Vu d'abord comme « troisième homme de la primaire », ses thèmes de campagne singuliers (revenu universel, visas humanitaires pour les réfugiés, etc.) forcent ses concurrents à se situer par rapport à son programme, favorisant une dynamique inattendue. Lors du deuxième débat télévisé, Benoît Hamon plaide pour la création d'un visa humanitaire à destination des migrants,.
Il est l'objet d'une polémique en décembre 2016 lorsqu'il est invité à réagir à la diffusion d'une séquence d'un reportage de France 2 réalisé en caméra cachée sur un café de la ville de Sevran où les femmes ne seraient pas bienvenues. Refusant d'y voir a priori une influence islamiste, il déclare « si on parle des cafés, il y a deux choses. Historiquement dans les cafés ouvriers, il n'y a pas de femme. Là, en l'occurrence, on parle de cafés à Sevran parce qu’on estime que l’espace public est confisqué aux femmes parce qu’il serait à majorité musulmane ». Quelques semaines plus tard, une contre-enquête du Bondy Blog validée par d'autres médias montre que le bar-PMU en question (dont le patron porte plainte pour diffamation) servait de l'alcool et ne rejetait aucunement les clientes,.
Il reçoit fin décembre le soutien du député européen et ancien syndicaliste CFDT de l'usine ArcelorMittal de Florange Édouard Martin, puis celui d'Olivier Le Bras, ancien délégué FO de l'entreprise bretonne Gad, qui a été l'objet d'un conflit social très médiatisé en 2014.
Sur les questions de sécurité, il veut une loi d’orientation commune à la sécurité intérieure et à la défense, leur budget cumulé devant atteindre 3 % du PIB d’ici à 2022. Il entend maintenir l'appartenance de la France au commandement intégré de l'OTAN, estimant que celle-ci est « neutre », tout en affirmant que « ce ne peut pas être l'OTAN qui fait la politique étrangère de l'Union européenne ». Face à la menace terroriste, il plaide pour une meilleure mutualisation des services de renseignement et pour la création d’une agence européenne, mais ne souhaite pas pérenniser l'état d'urgence. Il se dit favorable à l'encadrement de la distribution du cannabis, préférant « consacrer l’argent mobilisé sur la répression à la prévention » et rétablir une police de proximité. Lors du dernier débat télévisé, il est jugé le participant le plus convaincant par l'institut Elabe pour 29 % des sondés, un point devant Arnaud Montebourg et sept devant Manuel Valls, avec un avantage encore plus net chez les sympathisants de gauche à 34 % contre 24 % pour Valls et 23 % pour Montebourg.
Le 22 janvier 2017, il arrive en tête du premier tour de la primaire devant Manuel Valls. Il reçoit alors le soutien d'Arnaud Montebourg et de Martine Aubry. Il reçoit également le soutien de Noël Mamère et son orientation écologiste est saluée par Nicolas Hulot.
Il remporte le second tour de la primaire le 29 janvier 2017 et devient ainsi le candidat des socialistes à l'élection présidentielle de 2017 devant Manuel Valls (58,69 % des voix contre 41,31 %). Il propose immédiatement à Yannick Jadot et Jean-Luc Mélenchon de travailler à un programme de gouvernement. Il est officiellement investi le 5 février 2017 lors d'une convention tenue à la Maison de la Mutualité en présence de la Maire de Paris, de Christiane Taubira, d'Arnaud Montebourg, Vincent Peillon et deux des principaux animateurs de la campagne de Manuel Valls, les sénateurs Luc Carvounas et Didier Guillaume. Il donne également la parole à des personnalités non partisanes comme Dominique Méda, Julia Cagé et Patrick Weil. Avec Benoît Hamon, le PS investit pour la première fois une personnalité de son aile gauche et ayant voté non à l'occasion du référendum sur le traité établissant une constitution pour l'Europe,.

#### Campagne présidentielle

Logo de la candidature de Benoit Hamon pour l'élection présidentielle française de 2017.

Au moment du premier tour de la primaire, les vainqueurs possibles étaient distancés dans les sondages en cinquième position avec moins de 10 % des voix et Jean-Luc Mélenchon appelait déjà à son retrait. Toutefois, la dynamique de Benoît Hamon le replace dans les jours qui suivent son succès entre 16 % et 18 %, devant le candidat de la France insoumise,. Il maintient le cap fixé lors de la campagne des primaires, alors que les intentions de départ vers la candidature Macron ne semblent pas massives. Le 30 janvier, lendemain de sa victoire à la primaire, il est reçu à Matignon par le Premier ministre Bernard Cazeneuve, qui lui apporte un soutien modéré. Reçu par le président François Hollande le 4 février suivant, il ne reçoit là aussi qu'un soutien relatif de sa part. Lors de la convention d'investiture du 5 février, il appelle au rassemblement des socialistes. Sa campagne présidentielle est codirigée par les députés Mathieu Hanotin et Jean-Marc Germain.
Il intègre à son équipe de campagne une quarantaine de conseillers, dont l'économiste Thomas Piketty — chargé de l’élaboration d’un nouveau traité budgétaire européen, comprenant notamment une assemblée de la zone euro —, l'ancien procureur de la République de Nice Éric de Montgolfier, le scientifique Jean Jouzel, la philosophe Dominique Méda, le sénateur de Paris David Assouline, la député de Moselle ancienne ministre de la Culture Aurélie Filippetti, les deux sœurs Agathe et Julia Cagé, l'ancienne secrétaire d'État chargée du Numérique Axelle Lemaire et le président du Comptoir de l'Innovation Nicolas Hazard,.

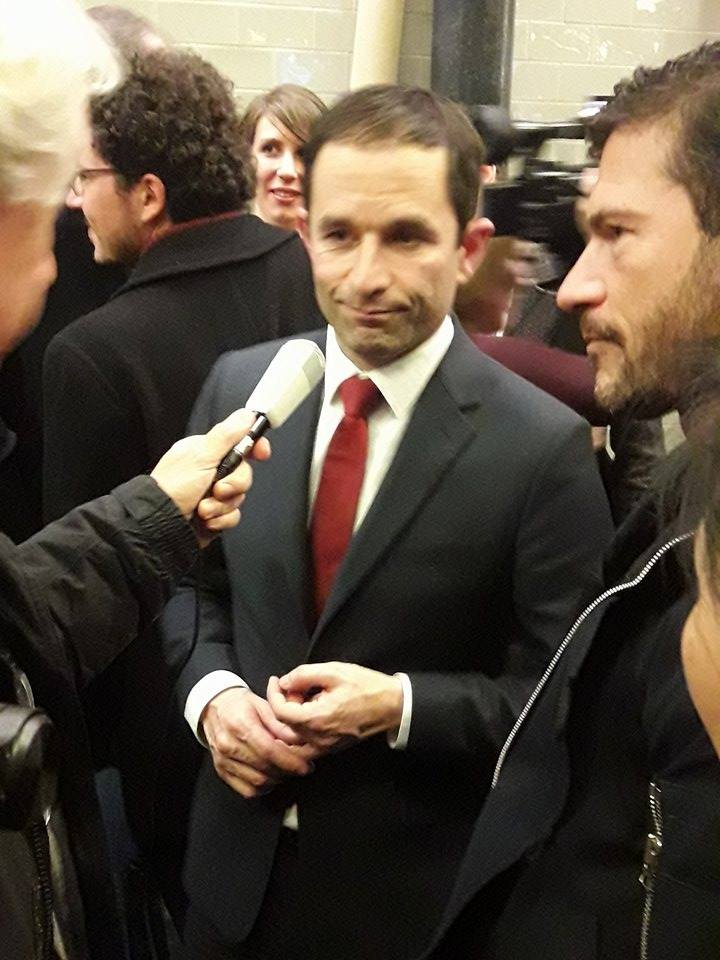
Avec la presse, à son local de campagne.

Pour sa campagne, il maintient les principes développés durant la primaire, ce qui lui vaut des défections au sein de l'aile social-libérale du PS. Au premier rang figure la mise en place par étapes d'un revenu universel d'existence. En mars, il modifie son projet de mise en place d'un revenu d'existence. Fusionnant le RSA et la prime d'activité (à la faveur de la mise en place du prélèvement à la source de l'impôt), la première phase de son déploiement dès 2018 ne concernerait plus les personnes éligibles au RSA, mais les salariés gagnant jusqu'à 1,9 fois le SMIC. De manière dégressive, chaque individu aurait ainsi de 600 € de revenu universel et encore plus de 200 € pour un salarié au niveau du SMIC (1 150 € net),. D'un coût ajusté de 35 milliards d'euros, son financement serait abondé par le recyclage d'une partie des dépenses du pacte de responsabilité, la création d’une taxe progressive sur le patrimoine fusionnant la taxe foncière et l’ISF et la cotisation sociale assise sur la valeur ajoutée. Les modalités de parvenir à l'objectif d'un revenu de 750 € par mois pour l'ensemble de la population doivent être définis lors d'une conférence citoyenne en début de mandat. Parmi ses priorités figure l'éducation, afin de réduire les inégalités scolaires, qui sont en France les plus fortes parmi les pays de l'OCDE. Il veut limiter strictement le nombre d'enfants par classe en CP, CE1 et CE2, étendre aux lycées la réforme de l'éducation prioritaire et favoriser la mixité sociale. Enfin, il souhaite faire adopter par référendum dès juin 2017 le principe du « 49.3 citoyen » par lequel 1 % du collège électoral français peut obtenir la convocation d'un référendum avant la promulgation d’une loi. Afin d'éviter l'influence des lobbies, les 450 000 signataires devront répondre à des critères de représentativité régionale et le référendum devra réunir un seuil minimal de participation. Dans le même temps, il souhaite restreindre l'actuel article 49.3 aux seuls projets de loi de finances.
Parmi les autres mesures de son programme, Benoît Hamon propose également une augmentation du Smic, des minima sociaux et du Minimum vieillesse, une nouvelle loi Travail pour remplacer celle de Myriam El Khomri, une augmentation du budget de la recherche et du développement, une taxe sur les robots, une taxe sur les profits des banques, la priorité au « fabriqué en France » en réservant 50 % des marchés publics aux petites et moyennes entreprises françaises, une interdiction des perturbateurs endocriniens, une sortie du nucléaire avant 2040 en « fermant les réacteurs en fin de vie », le droit de vote des étrangers aux élections locales, une loi anticoncentration des médias, le recrutement de 40 000 nouveaux enseignants en cinq ans et la légalisation de l’usage du cannabis pour les majeurs.
En février 2017, il se rend au Portugal, pays qui s'est doté pour la première fois d'un gouvernement d'union de la gauche dirigé par António Costa associant socialistes, écologistes et communistes dans une optique de sortie de l'austérité. Parallèlement, Hamon négocie un accord programmatique avec l'écologiste Yannick Jadot pour que celui-ci rejoigne sa démarche et commence des discussions avec Jean-Luc Mélenchon, qui se révéleront infructueuses,. Le 23 février 2017, le candidat Europe Écologie Les Verts (EELV) Yannick Jadot annonce son retrait de l'élection présidentielle et son ralliement à Benoît Hamon. Le 26 février 2017, cet accord est ratifié à 79,53 % par les électeurs de la primaire écologiste.
Conformément à l'engagement pris lors de la primaire, le Parti radical de gauche soutient Benoît Hamon pour la présidentielle. Sa présidente Sylvia Pinel indique qu'un accord a également été signé pour les prochaines élections législatives. Sur le plan européen, Benoît Hamon rejette un repli national, mais veut réorienter le projet européen et de ses institutions. Estimant que l’austérité s’y est imposée comme conséquence d'un déficit démocratique en Europe (la « troïka » de l’Eurogroupe, de la BCE et de la Commission européenne n'étant pas issue du suffrage universel), il propose aux États membres de la zone euro un traité budgétaire qui prévoit la mise en place d’une Assemblée issue des Parlements nationaux. En déplacement aux Antilles mi-mars, il promet un « fonds Égalité réelle » abondé de 2,5 milliards sur le quinquennat pour financer des travaux d’infrastructures, une loi d’indemnisation pour les victimes des insecticides chlordécone et paraquat. Dans son discours, il met plus en valeur les éléments positifs du mandat de François Hollande de façon à mieux se concilier les soutiens de ses anciens adversaires de la primaire.

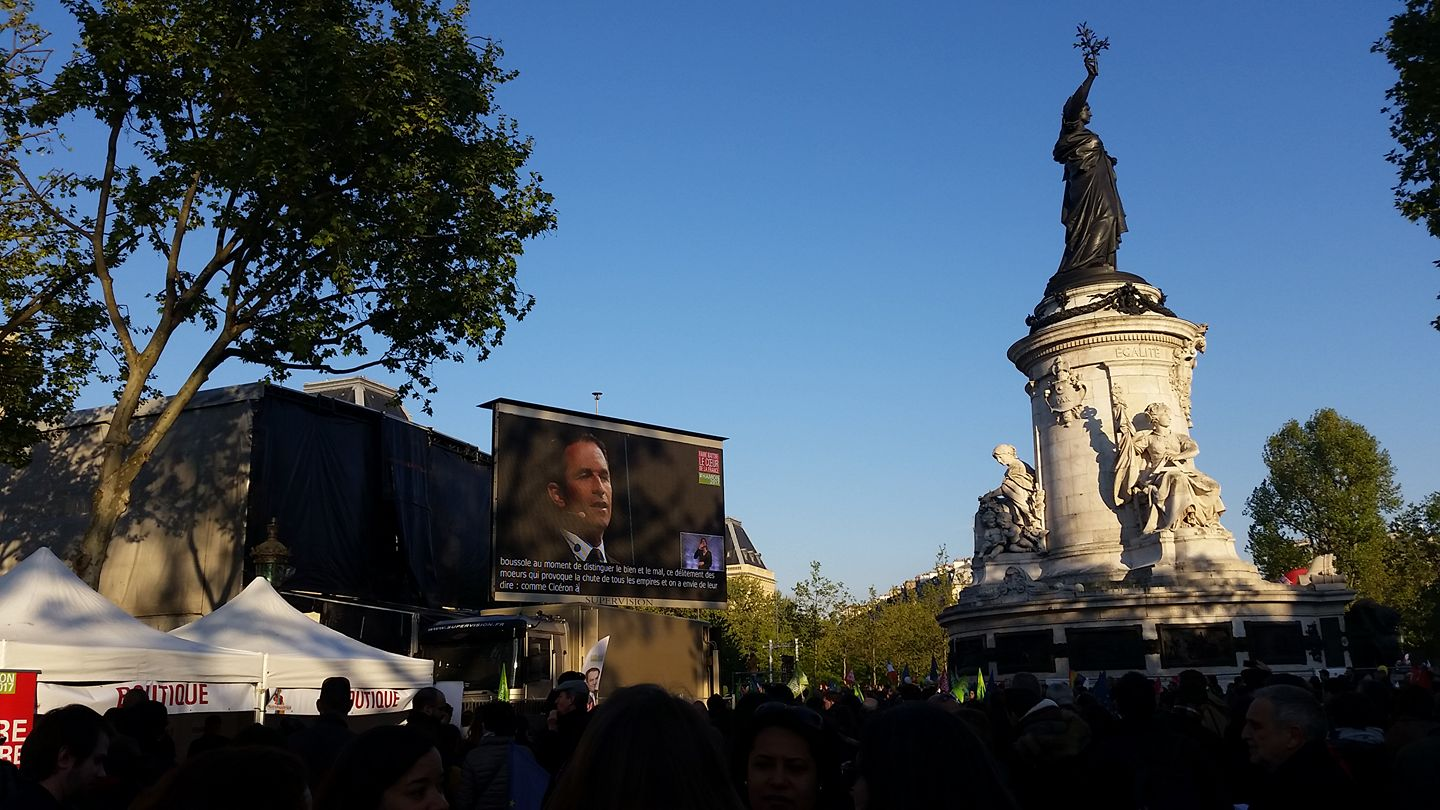
Meeting de Benoît Hamon sur la place de la République à Paris, le 19 avril 2017.

Mi-mars, des sondages stagnants le plaçant en quatrième position des candidats et le refus ostensible de son ancien concurrent à la primaire Manuel Valls de le parrainer, le mettent sous pression avant le grand meeting qu'il doit tenir à Bercy le 19 mars. Devant une foule de 20 000 personnes, il prononce un discours remarqué — y compris par ses adversaires politiques — et inscrit sa campagne dans le prolongement de l’histoire politique de la gauche française, revendiquant, entre hier et aujourd’hui, l’héritage des « mineurs de Carmaux que défendait Jaurès et les ouvriers de Florange ou Whirlpool », « les congés payés de Blum et les 35 heures de Martine Aubry », ou « l’abolition de la peine de mort avec Badinter et le mariage pour tous avec Christiane Taubira ». Resté ancré à gauche, il fait néanmoins applaudir l'exécutif pour son action contre le terrorisme. Dans une allusion au discours du Bourget de François Hollande (« Mon ennemi, c'est la finance »), il dénonce les « candidats du parti de l'argent » — ciblant implicitement Macron et Fillon — au sein d'un discours où Hamon donne également une forte place à l'écologie quand son prédécesseur invoquait lui surtout l'Europe.
Alors que Benoît Hamon a semblé en retrait lors du premier débat télévisé entre les cinq principaux candidats, des sondages placent Jean-Luc Mélenchon, jugé plus offensif et convaincant, devant le candidat socialiste au lendemain du 21 mars,. Il fustige « ceux qui se revendiquent démocrates mais qui sont fascinés par des régimes de plus en plus autoritaires ». « Moi — dit-il — je ne jouerai pas l'Europe à la roulette russe ».
Avec 6,36 % des suffrages exprimés, il obtient le plus faible score de la gauche socialiste depuis Gaston Defferre à l'élection de 1969 (5,01 %). Sa campagne est décrite comme une « cuisante défaite » mettant « le PS au bord du gouffre », Benoît Hamon admettant lui-même « un désastre », « une défaite morale ». Pour le second tour opposant Emmanuel Macron et Marine Le Pen, il appelle « à battre le plus fortement possible le Front national, à battre l’extrême droite en votant pour Emmanuel Macron, même si celui-ci n’appartient pas à la gauche et n’a pas vocation à la représenter demain »,. Il est le 2e candidat ayant effectué le plus de dépenses de campagne, derrière Emmanuel Macron et devant François Fillon.

### Défaite aux élections législatives de 2017
Pour les élections législatives, le PS adopte une plate-forme qui ne reprend pas plusieurs des propositions de la campagne présidentielle de Benoît Hamon (revenu universel, hausse du Smic, 49.3 citoyen…). Le 10 mai, il annonce le lancement prochain d'un mouvement visant à « reconstruire une gauche inventive [et] qui dépassera les étiquettes politiques » sans pour autant quitter le PS. Opposé à certaines des mesures prioritaires du président Macron comme la remise en cause de l’ISF et du droit du travail, il se place dans une opposition au projet politique d'En marche !
Benoît Hamon est candidat aux élections législatives à sa succession dans les Yvelines. Dans le cadre de la campagne nationale, il soutient plusieurs candidats soutenus par le PCF et EELV, contre des candidats comme Manuel Valls, François de Rugy, Myriam El Khomri et Malek Boutih. Avec 22,59 % des suffrages exprimés, il est éliminé dès le premier tour, devancé par la candidate de La République en marche, Nadia Hai (32,98 %), et le candidat Les Républicains et ancien député, Jean-Michel Fourgous (23,09 %).

### Départ du Parti socialiste et création de Génération·s
Estimant que le Parti socialiste n'est plus fédérateur, Benoît Hamon annonce le 1er juillet 2017 son départ du parti et la création d'une nouvelle formation. D'abord appelé Mouvement du 1er juillet, son parti est ensuite baptisé Génération.s. Il souhaite une grande réunion de structuration et d’organisation pour l'automne 2017 avant la tenue « d’états généraux de toute la gauche pour fabriquer une maison commune en vue des élections municipales de 2020 ».
Le 7 octobre 2017, il quitte avec une dizaine d'élus le groupe socialiste du conseil régional d'Île-de-France et annonce la création d'un nouveau groupe rassemblant ceux-ci et les élus écologistes, et composé d'une vingtaine d'élus,. Celui-ci porte le nom d'Alternative écologiste et sociale.
Des révélations, fin 2017, sur les violences sexuelles à l'Union nationale des étudiants de France (UNEF) et au Mouvement des jeunes socialistes (MJS), deux organisations dont il a longtemps été militant ou dirigeant, le fragilisent.

### Échec aux élections européennes de 2019
En décembre 2018, Benoît Hamon annonce sa candidature aux élections européennes de 2019 à la tête d'une liste d'« alliance citoyenne ». Après que sa « votation citoyenne » a été refusée par les dirigeants de gauche, il refuse de s’allier avec Place publique, qui noue finalement une alliance avec le Parti socialiste. Envisageant un possible résultat décevant aux élections européennes, il annonce vouloir tirer « les leçons d'un deuxième échec majeur au suffrage universel ». Le 26 mai 2019, la liste qu'il conduit arrive en huitième position, avec 3,27 % des suffrages, ce qui ne lui permet pas d'obtenir un siège de député européen,. Benoît Hamon annonce alors se mettre en retrait de la vie politique,.
En décembre 2020, le magazine Challenges annonce que Benoît Hamon lance, en partenariat avec la mairie de Trappes, une "école populaire", s'inspirant des centres de formation danois.
En février 2021, il rejoint avec Génération·s la liste EELV de Julien Bayou pour les élections régionales en Ile-de-France,. Il est en deuxième position dans les Yvelines.

### Retrait de la vie politique
Benoît Hamon annonce en septembre 2021 qu’il quitte la vie politique pour devenir directeur général d’une ONG de soutien aux migrants, Singa Global. Cependant, il reste conseiller régional en Île-de-France.
Benoît Hamon confirme à Politico avoir été approché par le Nouveau Front populaire pour être candidat aux élections législatives de 2024. Il a refusé cette proposition.
Le directeur de Singa Global fait également partie du Conseil de surveillance de la Gaîté-Lyrique,.

## Positions politiques

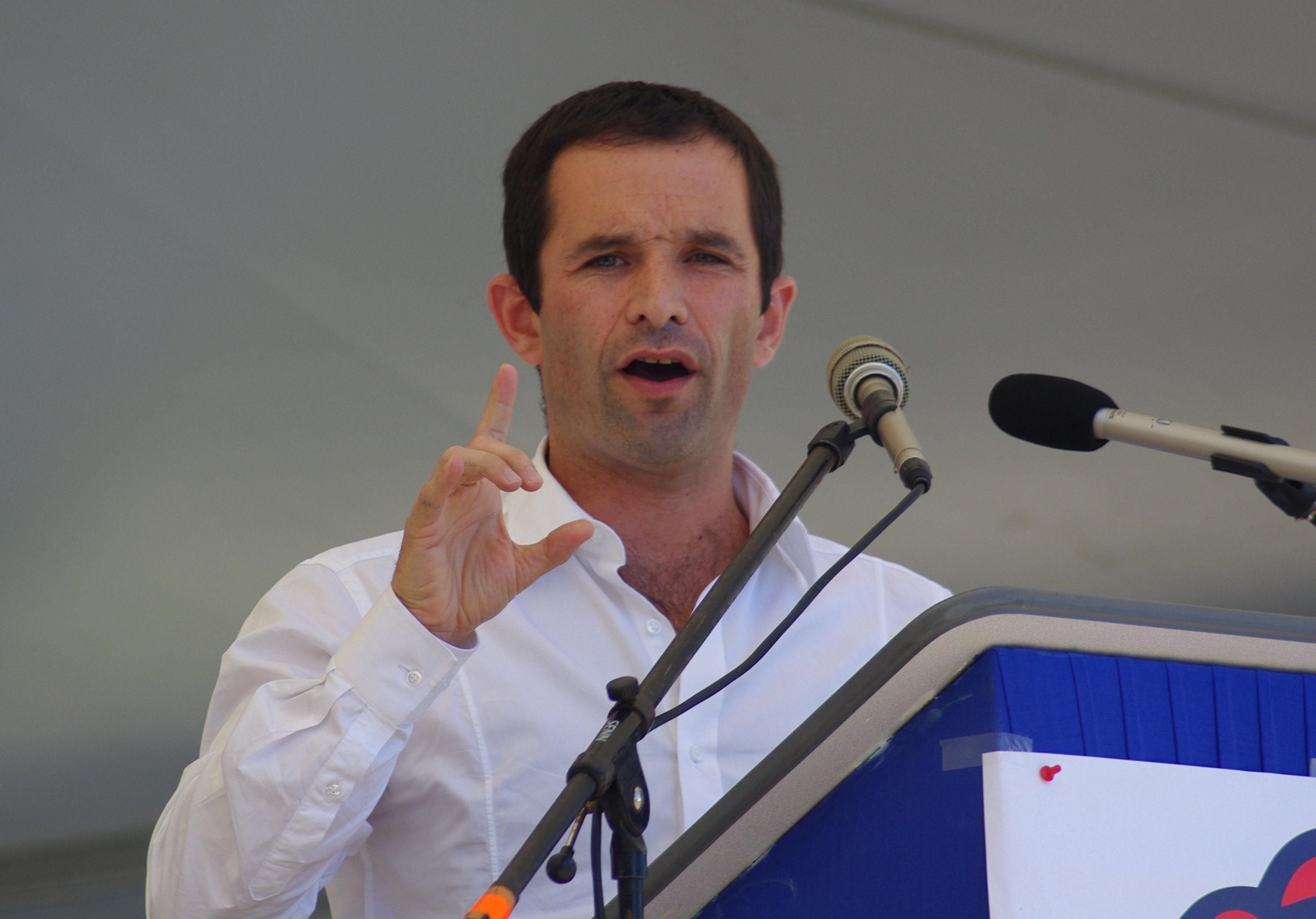
Benoît Hamon à Préfailles en 2009.

L'universitaire Timothée Duverger voit en Benoît Hamon le tenant d'une « deuxième gauche radicale » à travers le « syncrétisme » qu'il opère entre « sa fidélité à la deuxième gauche, d’abord à Michel Rocard, puis à Martine Aubry » d'une part, et « son engagement à l’aile gauche du Parti socialiste » d'autre part, ce qui constitue « une offre politique inédite ». Durant sa campagne présidentielle, les politologues Frédéric Sawicki et Pierre Bréchon présentent Benoît Hamon comme un social-démocrate,. Damon Mayaffre relève que lors de sa campagne de présidentielle, « Benoît Hamon eut ses mots et ses thèmes préférés, et apporta sa touche d'originalité dans cette campagne en articulant le discours d'une gauche sociétale animée par l'idéal d'un vivre-ensemble harmonieux et fraternel ».

### Économie
Timothée Duverger relève qu'« il est l’auteur de deux rapports du Parlement européen, d’inspiration altermondialiste, visant à réguler la finance internationale, l’un en 2006 sur la révision stratégique du Fonds monétaire international (FMI), l’autre en 2009 sur les paradis fiscaux et le secret bancaire », ce qui montre qu'il « bifurque ainsi vers la gauche radicale, où il conquiert son autonomie politique ».
Comme François Hollande et Nicolas Sarkozy avant lui, il s'est engagé à respecter l'engagement européen de ne pas dépasser 3 % de déficit annuel en fin de mandat.
Benoît Hamon veut favoriser les produits fabriqués en France et les petites et moyennes entreprises pour lesquelles il souhaite réserver 50 % des marchés publics. Il souhaite également que les entreprises qui créent des emplois soient moins imposées que les autres.

#### Revenu universel et allocation d'autonomie
Mediapart relève que comme porte-parole du PS et coordinateur de la convention sur l’égalité réelle, il « porte la proposition phare du MJS à la charnière des années 2000, l’allocation d’autonomie. Elle existait déjà quand Benoît Hamon le présidait en 1994, et avait été partiellement reprise par Martine Aubry en 1997 (appelée alors « projet Eva », pour « entrée dans la vie active »), mais sans suites. Cette allocation, qui se veut alors « unique » et « regroupant l’ensemble des aides existantes (aides au logement, bourses sur critères sociaux…) » était estimée dans les textes du MJS de l’époque à environ 800 euros. Ramené à sa “tranche 18-25 ans” pour une première application, le revenu universel aujourd’hui prôné par Hamon [début 2017], et qui a contribué à sa dynamique de campagne primaire, n’en est finalement pas si éloigné… »

#### Droits des travailleurs
Il souhaite des nouveaux droits pour les salariés par une meilleure représentation dans les instances de direction, une reconnaissance du burn-out et le droit universel à la formation tout au long de la vie. Partisan de la réduction négociée du temps de travail, il souhaite un droit inconditionnel au temps partiel accompagné d'une compensation salariale.

#### Fiscalité
Benoît Hamon veut fusionner, à terme, l’impôt sur le revenu et la contribution sociale généralisée (CSG) en un impôt unique progressif. Il souhaite aussi fondre l’impôt de solidarité sur la fortune (ISF) et la taxe foncière en un impôt unique sur le patrimoine afin de rendre le système fiscal moins complexe et plus redistributif.

### Écologie
Répétant « je ne serai plus socialiste sans être écologiste », Benoît Hamon place l'écologie au cœur de ses propositions. Sa ligne est qualifiée de social-écologiste.
Plus particulièrement en vue de l'élection présidentielle de 2017, cette exigence environnementale élevée lui permet d'enregistrer le soutien de l'actuel parti des Écologistes par la voix de Yannick Jadot, qui ne se présente pas. Nicolas Hulot estime que « pour une fois, un socialiste [a] une vision exigeante de ce sujet-là. Pour lui, l’écologie n’[est] pas, comme c’est souvent le cas, une variable d’ajustement ».
En 2017, il indique vouloir accélérer la transition écologique en portant à 50 % dès 2025 la part des renouvelables dans la production d'énergie, ainsi que lutter contre les pesticides et les perturbateurs endocriniens, « abroger la déclaration d’utilité publique » et « stopper le projet d'aéroport de Notre-Dame-des-Landes ».

### Transparence de la vie politique
Alors que ses concurrents François Fillon et Marine Le Pen sont impliqués dans des enquêtes judiciaires, il propose en mars la suppression de l'immunité parlementaire après s'être précédemment engagé à interdire les emplois familiaux parmi les collaborateurs parlementaires. Faisant de la transparence un axe fort de sa campagne en dévoilant par anticipation son patrimoine et l'identité des personnes qui soutiendraient sa campagne au-delà de 2 500 €, il propose d'instaurer l'obligation d'un casier judiciaire vierge pour être candidat à l'élection présidentielle, de renforcer les pouvoirs de la Commission des comptes de campagne (CNCCFP) et de doubler les peines d'inéligibilité pour infraction au financement des campagnes politiques ainsi que d'obliger les parlementaires à publier un récapitulatif annuels des dépenses synthétiques de l'usage de leur indemnité représentative de frais de mandat. Il propose la notion de « 49-3 citoyen » qui prévoit la possible convocation d'un référendum par 1 % du corps électoral pour proposer l'examen d'un projet de loi ou s'opposer à sa promulgation.

### Libertés publiques et droits individuels

#### Laïcité et liberté d'expression
Il est fermement attaché à la loi de 1905 dans sa rédaction actuelle et à une « laïcité sans épithète ». Il s'oppose à une extension aux universités de la loi sur les signes religieux dans les écoles.
En 2016, il est la cible de critiques pour avoir relativisé l'absence de femmes dans des cafés de certains quartiers, des hommes ayant expliqué dans un reportage de France 2 que les femmes n'avaient pas à se rendre dans les cafés : « Dans ce café, il n'y a pas de mixité. On est à Sevran, on n'est pas à Paris. C'est des mentalités différentes. C'est comme au bled ! ». Benoît Hamon cherche alors une justification historique plus que religieuse à cette misogynie, déclarant : « Historiquement, dans les cafés ouvriers, il n'y avait pas de femmes ». Il reconnaît par la suite une « maladresse », ajoutant : « Ce que je voulais dire, c'est que le sexisme n'est pas l'apanage des musulmans », un relativisme fataliste qui indigne,.
Caroline Fourest estime que Benoît Hamon a beaucoup varié sur l'islamisme, passant de la défense de Ayaan Hirsi Ali en 2008, menacée de mort, au choix en 2017 d'Alexis Bachelay comme porte-parole, l'un des rares élus à avoir participé au dîner de gala annuel du Collectif contre l'islamophobie en France, une association controversée. Benoît Hamon s'est également rendu à une cérémonie des Y'a bon Awards, organisés par Rokhaya Diallo. A cette critique, les hamonistes Pascal Cherki (député socialiste de Paris) et Naïma Charaï (conseillère régionale socialiste de Nouvelle-Aquitaine) répondent que quand Caroline Fourest « assimile laïcité et lutte contre les religions, (…) elle rend (le) combat contre les dérives extrémistes plus difficile ».
En 2008, il participe à la campagne de soutien menée par l'essayiste Caroline Fourest à la liberté d’expression pour Ayaan Hirsi Ali, députée néerlandaise d’origine somalienne menacée de mort pour avoir écrit le court-métrage Soumission, réalisé par Théo Van Gogh. Il soumet au Parlement européen le vote d’un fonds pour protéger les personnes menacées de mort en raison de leur liberté d’expression, auquel les députés conservateurs font pourtant barrage.

#### Légalisation du cannabis
Estimant que les politiques de prohibition du cannabis en France ont échoué à interrompre la progression de la consommation du cannabis, il juge « hypocrite » de nier « que les politiques de répression et de prohibition ne marchent pas » et ajoute que les rivalités entre trafiquants provoquent de nombreux homicides. Voyant dans l'encadrement de la distribution du cannabis « un moyen de tuer les trafics, plutôt que les trafics tuent. (…) C'est parce que je pense qu'il est dangereux de se droguer qu'il faut légaliser », il s'appuie sur les exemples du Portugal, du Colorado et le vote en 2017 d'une loi en ce sens au Canada.

#### Droit de la famille
Il est opposé à la GPA. Le 22 novembre 2010, la fondation Terra Nova (proche du PS) publie le texte Mères porteuses : extension du domaine de l'aliénation. Benoît Hamon fait partie du groupe de réflexion à l'origine de ce texte, qui dénonce la proposition d'encadrement législatif de la gestation pour autrui. Il se dit en revanche favorable à la PMA pour les femmes célibataires et les couples de femmes.

### Politique internationale

#### Politique européenne
Benoît Hamon propose de passer par un traité ad hoc conclu entre les seuls membres de la zone euro pour fédéraliser la politique économique de la zone euro. L'Eurogroupe serait remplacé par une assemblée parlementaire composée de représentants des parlements nationaux pour 80 % et des députés européens pour 20 %. Un budget de la zone euro serait mis en place, qui serait financé par un impôt sur les sociétés. Il propose désormais de mettre en commun les dettes publiques des États de la zone euro qui dépassent les 60 % du PIB. Il souhaite aller vers la création d’un smic européen et demande une révision de la directive sur les travailleurs détachés « pour que l’UE soit à nouveau synonyme de progrès social », un plan d’investissement européen de 1 000 milliards d’euros, ainsi qu'assouplir la règle des 3 % de déficit maximum. Du point de vue de la politique internationale de liens économiques, Benoît Hamon est opposé aux traités de libre-échange tels que le CETA, ou à l'absence de garde-fous sociaux et écologiques cohérents.

#### Politique étrangère au-delà des partenariats européens
Après l'arrestation de 700 démocrates russes en mars 2017 après une manifestation contre la corruption, il s'insurge contre les pratiques de Vladimir Poutine.
Il condamne la proximité de Marine Le Pen, qu'il dit « soumise au Kremlin », avec Vladimir Poutine , et se démarque de François Fillon, ainsi que de Jean-Luc Mélenchon et d'une certaine gauche antilibérale, qui sont notamment disposés à négocier la révision des frontières orientales avec la Russie, en particulier dans le cas de la Crimée. Hamon défend, lui, « la légalité internationale […] mais qu'il n'est pas acceptable de la part de Poutine qu'il annexe un territoire d'un autre État souverain, qu'il considère aujourd'hui légitime d'entretenir une guerre chez un pays voisin ».
Atlantiste, il ne souhaite pas le départ de la France du commandement intégré de l’OTAN.
Cependant, en 2010, alors porte-parole du PS, il évoque un possible rapprochement avec le Parti socialiste vénézuélien fondé par Hugo Chávez. Cette idée rencontre l'hostilité de l'aile droite du parti et de tendance libérale atlantiste dominée par Dominique Strauss-Kahn.

## Résultats électoraux

### Élections présidentielles
| Année | Parti | Parti | Premier tour | Premier tour | Premier tour |
| Année | Parti | Parti | Voix         | %            | Rang         |
| ----- | ----- | ----- | ------------ | ------------ | ------------ |
| 2017, |       | PS    | 2 291 288    | 6,36         | 5e           |

### Élections législatives
| Année | Parti            | Parti | Circonscription | Premier tour | Premier tour | Premier tour | Second tour | Second tour | Second tour |
| Année | Parti            | Parti | Circonscription | Voix         | %            | Rang         | Voix        | %           | Issue       |
| ----- | ---------------- | ----- | --------------- | ------------ | ------------ | ------------ | ----------- | ----------- | ----------- |
| 1997  |                  | PS    | 2e du Morbihan  | 10 656       | 20,89        | 2e           | 23 937      | 45,65       | Battu       |
| 2012  | 11e des Yvelines | PS    | 16 716          | 45,30        | 1er          | 19 925       | 55,38       | Élu         |             |
| 2017  | 11e des Yvelines | PS    | 7 436           | 22,59        | 3e           |              |             |             |             |

### Élections européennes
Les résultats ci-dessous concernent uniquement les élections où il est tête de liste.
| Année | Parti | Parti | Circonscription | Voix    | %    | Rang | Sièges obtenus |
| ----- | ----- | ----- | --------------- | ------- | ---- | ---- | -------------- |
| 2019  |       | G·s   | France entière  | 741 772 | 3,27 | 8e   | 0 / 79         |

## Détail des mandats et fonctions

### Au niveau national
- 20 juin 2012 - 21 juillet 2012 : député de la 11e circonscription des Yvelines
- 16 mai 2012 - 31 mars 2014 : ministre délégué à l'Économie sociale et solidaire et à la Consommation
- 2 avril 2014 - 25 août 2014 : ministre de l’Éducation nationale, de l'Enseignement supérieur et de la Recherche
- 27 septembre 2014 - 20 juin 2017 : député de la 11e circonscription des Yvelines

### Au niveau européen
- 20 juillet 2004 - 13 juillet 2009 : député européen

### Au niveau local
- 2001-2008 : conseiller municipal de Brétigny-sur-Orge
- avril 2014 - janvier 2016 : conseiller municipal de Trappes et conseiller communautaire de la communauté d'agglomération de Saint-Quentin-en-Yvelines
- 21 mars 2010 - 24 octobre 2014 et depuis le 18 décembre 2015 : conseiller régional d'Île-de-France

### Au Parti socialiste
- 1993-1995 : président du Mouvement des jeunes socialistes
- 1994 : délégué national chargé des problèmes de jeunesse
- 2005-2007 : secrétaire national, chargé du projet européen
- 2008-2012 : porte-parole du Parti socialiste

## Décorations
- Commandeur des Palmes académiques[229].
- Commandeur de l'ordre de l'Aigle aztèque (Mexique)[230].

## Ouvrages
- Avec Vincent Peillon et Arnaud Montebourg, Au cœur de la gauche : éléments pour un projet politique, Latresne, Le Bord de l'eau, coll. « Documents », octobre 2004, 1 vol., 341, 22 cm (ISBN 2-915651-00-0 et 978-2-915651-00-3, OCLC 419750406, BNF 39913647, SUDOC 083549757, présentation en ligne).
- Tourner la page : reprenons la marche du progrès social, Paris, Flammarion, coll. « Documents et essais », septembre 2011, 1 vol., 310, 22 cm (ISBN 978-2-08-126233-1 et 2-08-126233-9, OCLC 800717271, SUDOC 156195674, présentation en ligne)Cet ouvrage est un collage de diverses sources non-citées par l'auteur : une note du ministère de l’Économie, un article du député Henri Weber intitulé « Pour le juste échange[231] », écrit en 2010, etc.
- Pour la génération qui vient, Paris, Éditions des Équateurs, 9 mars 2017, 1 vol., 341, 22 cm (ISBN 978-2-84990-515-9 et 2-84990-515-1, présentation en ligne).
- Avec Yannick Jadot et Michel Wieviorka, La politique est à nous, Robert Laffont, 2017.
- Tourner la page, Flammarion, 2017.
- Ce qu'il faut de courage : plaidoyer pour le revenu universel, éditions des Équateurs, 2020.

### Préface
- Préface à Florence Jany-Catrice, Nicolas Matyjasik et Philippe Mazuel (dir.), Économie sociale et solidaire : de nouveaux référentiels pour tempérer la crise (actes du colloque du 5 février 2013 organisé par le ministère de l'Économie et des Finances, le ministère du Commerce extérieur et le ministère du Redressement productif), Paris, Institut de la gestion publique et du développement économique – Comité pour l'histoire économique et financière de la France, coll. « Gestion publique », mars 2014, 1 vol., 164, 22 cm (ISBN 978-2-11-129379-3 et 2-11-129379-2, OCLC 879575338, SUDOC 178197564, présentation en ligne).